# Where the Wild Roses Grow
Singles par Nick Cave and the Bad Seeds
Red Right Hand
(1994) Henry Lee
(1996)
Singles par Kylie Minogue
Where Is the Feeling?
(1995) Some Kind of Bliss
(1997)
Pistes de Murder Ballads
Lovely Creature The Curse of Millhaven
Where the Wild Roses Grow est une chanson écrite par l'auteur-compositeur et chanteur australien Nick Cave pour le 9e album de Nick Cave and the Bad Seeds, Murder Ballads (1996). Il la chante en duo avec la chanteuse australienne Kylie Minogue. Pour écrire cette chanson, Nick Cave s'est inspiré de la chanson traditionnelle Banks of the Roses (cf. l'album).
Coproduit par Victor Van Vugt, le single a été élu meilleur single de l'année lors des ARIA Music Awards (Australian Recording Industry Association Music Awards) de 1996, et fut disque d'or en Allemagne.

## Une chanson narrative
Cette chanson est une histoire narrée à deux voix : une femme, Elisa Day (chantée par Kylie Minogue) surnommée La Rose Sauvage et un homme (Nick Cave). Chacune des voix donne des éléments de l'histoire qui se complète ainsi à la manière d'un puzzle. L'histoire se déroule sur trois jours. 
Le premier jour, l'homme tombe fou amoureux d'Elisa Day dont les lèvres lui rappellent les roses sauvages qui poussent près d'une rivière proche. Il se rend chez elle et la séduit.
Le deuxième jour, il revient lui rendre visite, une fleur à la main et lui demande si elle accepterait de l'accompagner près de la rivière aux roses. Elle accepte.
Le troisième jour, ils se rendent au bord de la rivière. Il lui montre les roses, l'embrasse en lui disant "Toute beauté doit mourir" et la tue d'un coup de pierre. Il place finalement une rose entre ses dents.

## Distribution
- Nick Cave : chant, piano
- Kylie Minogue : chant
- Blixa Bargeld : guitare
- Mick Harvey : guitare, guitare acoustique, chœurs, arrangement cordes
- Martyn P. Casey : basse
- Conway Savage : chœurs
- Jim Sclavunos : cloches
- Thomas Wydler : batterie

## Formats du single
Plusieurs formats du single Where the Wild Roses Grow sont sortis.
- CD 2 pistes (Europe)

1. Where the Wild Roses Grow
2. The Ballad of Robert Moore & Betty Coltrane

- CD Maxi (international)

1. Where the Wild Roses Grow
2. The Ballad of Robert Moore & Betty Coltrane
3. The Willow Garden

- Vinyle

1. Where the Wild Roses Grow
2. The Ballad of Robert Moore & Betty Coltrane